# Quadrastichus brevinervis
Quadrastichus brevinervis is een vliesvleugelig insect uit de familie Eulophidae. De wetenschappelijke naam is voor het eerst geldig gepubliceerd in 1838 door Zetterstedt.